# Michelle Melo
Michelle de Melo Borba (Recife, 1 de maio de 1980), mais conhecida pelo seu nome artístico Michelle Melo, é uma cantora brasileira de música brega do estado de Pernambuco. Ela alcançou o status de celebridade local ao ser vocalista da Banda Metade no começo dos anos 2000, quando interpretou músicas com temáticas sensuais, marcadas por sussurros e gemidos.  Lua de Mel, Baby Doll e Batom são alguns dos seus principais sucessos.
Michelle Melo foi uma das primeiras vocalistas femininas da música brega a fazer sucesso em Pernambuco. Por conta do pioneirismo, músicas sensuais, apresentações ousadas e cabelo loiro, a recifense chegou a ser conhecida como Madonna do Brega ou Madonna de Pernambuco. Também recebeu o apelido de Rainha do Brega, dado pelo conterrâneo Reginaldo Rossi, amplamente conhecido como Rei do Brega.    Atualmente, a cantora é uma das vozes que defende a música brega como um patrimônio cultural do estado de Pernambuco. 

## Biografia
Nascida na periferia do Recife, Michelle Melo iniciou a carreira profissional no segmento musical aos 14 anos de idade, quando começou a cantar em barzinhos e em orquestras de casamento. A pernambucana chegou a viajar para Fortaleza para ser vocalista de uma banda de forró. Ao retornar para o Recife, ela recebe o convite para ser vocalista de uma banda de brega chamada Cabaré. Em 2001, surge o convite para a Banda Metade, que já vinha se destacando no cenário da música brega em Pernambuco com o álbum Vem Me Completar. 
A sua estreia na Banda Metade foi com Lua de Mel, uma composição de Walter de Afogados com forte teor sensual. A faixa se tornou um sucesso nas ruas do Recife em apenas uma semana. Michelle começou a aparecer em programas de televisão locais, sobretudo o Tribuna Show, da TV Tribuna do Recife, onde estreou como vocalista do grupo.  O seu êxito estimulou uma maior presença de mulheres nos vocais das bandas de brega do estado, além de letras cada vez mais sensuais. 
Na Metade, ela também lançou Baby Doll, Êxtase, Sete Dias de Amor e Topo do Prazer. Em 2005, a cantora decidiu seguir carreira solo por conflitos de interesses com a Banda Metade. Quem a substituiu foi Dany (apelido de Ivanira Melo de Souza), que acabou falecendo junto ao empresário Usiel Barbosa Lima após um acidente ocorrido com o ônibus da banda no município de Machados, no interior de Pernambuco. Assim, Priscila Araújo assumiu os vocais. 
Em 2006, Michelle Melo apresentou-se em rede nacional durante o programa Central da Periferia, da TV Globo, apresentado por Regina Casé e gravado no Morro da Conceição, na Zona Norte do Recife. A exibição a rendeu ampla visibilidade e convites, incluindo um show em Portugal. Em 2008, ela volta a aparecer em rede nacional no TV Xuxa, apresentado por Xuxa Meneghel na TV Globo. No contexto, o programa tinha um quadro chamado Brega é Chique, que realizou um concurso com várias bandas do gênero do Nordeste e do Norte.
Michele retornou à Banda Metade em 2010, contabilizando mais de cinco CDs gravados com o grupo, além de um DVD lançado em 2011. Ela deixa a banda novamente em 2015, afirmando que queria “voltar a ser autêntica nos palcos”. 
Na década de 2010, a cantora aparece com frequência na imprensa tradicional ao se consolidar como uma defensora da cultura brega. Ela foi uma das vozes que repercutiu o Projeto de Lei nº 1176/2017, de autoria do deputado estadual Edilson Silva (PSOL), aprovado na Assembleia Legislativa de Pernambuco (Alepe) em 2017 para incluir o ritmo Brega na lista das expressões culturais pernambucanas .  Na ocasião, ela chegou a chorar e dizer que o brega foi marginalizado e ridicularizado. Ela afirmou ter sido alvejada por intelectuais quando defendeu o brega como cultura e, por isso, acabou ficando fora das festividades carnavalescas do estado. 
Na mesma década, o brega começou a ter uma repercussão cada vez mais nacional através da cultura digital, além de ser alvo de discussões na imprensa e nas universidades.  Assim, gestões públicas passaram a dar mais destaque ao gênero em eventos.  Michelle Melo, ao lado de Kelvis Duran, se apresentou na abertura do carnaval do Recife de 2019, marcando um momento histórico para o ritmo.  Ela volta a se apresentar no palco do Marco Zero em 2020 e passa a ser uma artista constantemente presente em eventos da Prefeitura do Recife. 
Em 2018, Michelle foi uma das personagens do documentário Capital do Brega, dirigido por Wanessa Andrade e exibido na GloboNews.  O projeto também ganhou um show em parceria com a Prefeitura do Recife no ano seguinte, tendo a cantora na programação. Em 2020, ela revelou ter sido vítima de violência doméstica em um relacionamento e que também sofreu de depressão e bulimia.  Ela perdeu um bebê nesse mesmo ano. Michelle Melo se candidatou à Câmara Municipal do Recife, pelo Partido Socialista Brasileiro, na eleições municipais de 2020. 

## Estilo e influências
No âmbito musical, Michelle Melo representa uma geração do brega chamada de brega pop. É um estilo resultante de hibridismo estéticos, musicais e comportamentais gerados nos bairros populares do Recife entre as décadas de 1990 e 2000, com influências do brega paraense.  Essa influência foi consolidada com a mudança do escritório da Banda Calypso para o Recife no começo dos anos 2000. O brega pop abordou temas ligados ao cotidiano, com destaque para relacionamentos e conflitos amorosos.
Esse movimento também se expressa nos palcos. Desde o início da carreira, Michelle Melo chama atenção por apresentações inspiradas nas tradições da música pop internacional. Existe um investimento em dançarinos, figurinos mais ousados, coreografias e iluminação integrados à performance musical.  A cantora também é conhecida por participar de várias etapas da produção, desde o figurino à performance musical no palco. 
As suas inspiração na cultura pop são recorrentes. Madonna, Britney Spears, Beyoncé e Jennifer Lopes são algumas das cantoras que apresentam estéticas similares àquelas usadas por Michelle. A cantora, inclusive, já chegou a realizar uma turnê inspirada em Madonna, além de ser chamada de “Diva pernambucana da geração de Britney Spears” pelo Diario de Pernambuco.  Em 2018, uma troca de farpas entre Michelle e a cantora Eliza Mell, então vocalista da banda Amigas do Brega, resultou em uma controvérsia midiática sobre valores da música brega que foi comparada com embates comuns à música pop.  

## Discografia
Com Banda Metade
- Volume 2
- Ao Vivo
- Grandes Sucessos - Volume 11
- Ao Vivo
- Ao Vivo no Clube Português do Recife
- Ao Vivo
- Ao Vivo No Brega Naite

Solo
- Michelle Melo - Uma Explosão de Sensualidade
- Ao Vivo